# 星美学园短期大学
星美学园短期大学（日语：／ Seibi Gakuen Tankidaigaku *），简称星美短大，是一所位于日本 东京都北区的私立短期大学。

## 概要

### 简介
- 学校最早可以追溯到1939年[1]。短期大学为于1960年开办[1]、由学校法人星美学园经营、来源于意大利人传教士创立的学校、由于教育的基础是天主教[1]。从开办只招收女学生[2]。

### 历史
- 1960年 星美学园短期大学成立并同时设置一个学科家政科[1]。
- 1963年 保育科成立[1]。
- 1967年 日文科成立[1]。
- 1969年 学科改名为[1]。
  - 家政科→家政学科
  - 日文科→日文学科
  - 保育科→幼儿教育学科
- 1993年 家政科变更为生活文化学科[1]。
- 2000年 两个学科即日文学科和生活文化学科合并为人类文化学科人类生活专攻和语言文化专攻（各自招生到于2001年[3]）[1]
- 2003年 专科幼儿保育专攻成立[1]。
- 2005年 幼儿教育学科改名为幼儿保育学科[1]。
- 2009年 专科意大利语意大利文化专攻成立[1]。
- 2013年 人类文化学科招生最后、次年停止招生[1]。

### 宪章
- 请参看星美学园短期大学的标志 （页面存档备份，存于） （日語） 2014年2月5日阅览。

## 学校环境
- 校区：在东京都北区

## 历任校长
- シアター・レティツィア・ベリアッティ：第一代短期大学校长[1]。
- 阿部 健一：现在短期大学校长[4]

## 组织

### 学科
- 幼儿保育学科
- 人类文化学科[注 1]

### 前学科
| - 生活文化学科 - 幼儿教育学科 - 日文学科 |

### 专科
| - 幼儿保育专攻 - 意大利语意大利文化专攻 |

### 业余课程
| - 没有 |

### 附属机关
| - 图书馆 - 日伊总合研究所:成立于2004年 |

## 相关链接
- 日本短期大学列表